# Mónica Ergueta
Mónica Ergueta Romero (La Paz, Bolivia; 17 de septiembre de 1977) es una cantante boliviana de música tropical fusionada con género rock.

## Biografía

### Primeros años
Mónica Ergueta nació el 17 de septiembre de 1977 en la ciudad de La Paz. Es hija de Reynaldo Ergueta y de Beatriz Romero, tiene tres hijos Shary Ergueta, Fernanda Véliz Ergueta y Reyli Gutiérrez Ergueta, en 2021 nació su nieta Arlyn Shanel , Mónica Ergueta  tiene familiares originarios de Pelechuco. Desde muy pequeña empezó su carrera, especializándose en la academia de música "Honer". En 1987, a sus 10 años de edad, comenzó participando en varios festivales de canto y presentaciones en medios de comunicación.   

### Carrera musical
El año 1990, a sus 14 años, Ergueta grabó su primer disco titulado "Le Canta a Bolivia". En 1995 formó la agrupación "Asa Fresch", grabando su primer material "Aspirina Fresca". En 1996 grabó su disco "Quiéreme", siendo este su primer material como solista. Ese mismo año grabó también el disco "Mi Buen Corazón", el cual incluía la canción "Tronco Seco".
Fue parte de varias agrupaciones, entre otras: Roca Sola, Los Super Bucaneros, Orquesta San Francisco, Munaska y el Mariachi del Valle. 
Ergueta inició su carrera como cantante de música folclórica, pero a medida que su fama fue creciendo  se incorporó al generó de música tropical fusionado con rock, aunque su intención fue imitar el estilo de cantantes mexicanas como Alejandra Guzmán y Gloria Trevi. Mónica Ergueta tuvo un gran éxito durante finales de los años 90. En los 2000 se retiró de los escenarios pero volvió en los inicios de la década del 2010. 
Entre sus canciones más conocidas resaltan El amor oriental (taquirari), Si me ausentara (cueca), Como llovizna en el mar (taquirari), Perdiste tú, (sicuri), Florcita del valle (saya), Canción al policía (balada), Ingrata pelechuqueña (huayño), aunque sus temas más comerciales fueron "Él me mintió" y "Tronco seco", los cuales la dieron a conocer en el medio de la cumbia boliviana. 
El 3 de junio de 2014, Erqueta dio un concierto en el Teatro Municipal de La Paz, celebrando sus 25 años de carrera artística (1989-2014), motivo por el cual recibió tres premios por parte de la Asamblea Legislativa Plurinacional a petición del diputado Alejandro Zapata. En abril de 2017, Ergueta recibió el Premio Tropicalísmo Estrella del año, en honor a su 28 años de trayectoria.